# Mistrzostwa Świata w Narciarstwie Dowolnym i Snowboardingu 2021 – skoki akrobatyczne drużynowo
Rywalizacja drużyn mieszanych w skokach akrobatycznych podczas mistrzostw świata w Ałmaty została rozegrana na skoczniach o nazwie Terrace Course 11 marca o 15:00. Złoty medal wywalczyli reprezentanci Rosyjskiej Federacji Narciarskiej, którzy wyprzedzili drugich Szwajcarów oraz trzecich Amerykanów.

## Wyniki
| Miejsce | Bib           | Reprezentacja                                                                     | Finał 1                    | Finał 2                    |
| ------- | ------------- | --------------------------------------------------------------------------------- | -------------------------- | -------------------------- |
| 01 !    | 1 1–1 1–2 1–3 | Rosyjska Federacja Narciarska Lubow Nikitina Pawieł Krotow Maksim Burow           | 328,29 88,47 118,14 121,68 | 300,94 91,65 93,36 115,93  |
| 02 !    | 3 3–1 3–2 3–3 | Szwajcaria · Carol Bouvard · Pirmin Werner · Noé Roth                             | 291,36 70,56 116,82 103,98 | 293,46 66,46 108,41 118,59 |
| 03 !    | 2 2–1 2–2 2–3 | Stany Zjednoczone · Ashley Caldwell · Eric Loughran · Christopher Lillis          | 314,67 80,15 114,16 120,36 | 283,97 103,03 88,94 92,00  |
| 4.      | 4 4–1 4–2 4–3 | Białoruś · Hanna Huśkowa · Makar Mitrafanau · Pawieł Dzik                         | 265,67 85,05 78,16 102,46  | 247,74 82,21 90,31 75,22   |
| 5.      | 7 7–1 7–2 7–3 | Ukraina · Anastasija Nowosad · Dmytro Kotowski · Ołeksandr Abramenko              | 252,27 82,84 78,28 91,15   | NQ                         |
| 6.      | 5 5–1 5–2 5–3 | Kanada · Marion Thénault · Miha Fontaine · Lewis Irving                           | 240,28 87,06 101,79 51,43  | NQ                         |
| 7.      | 6 6–1 6–2 6–3 | Kazachstan · Akmarżan Kałmurzajewa · Żanbota Ałdabergenowa · Szerzod Chaszyrbajew | 211,62 61,39 76,12 74,11   | NQ                         |